# Championnats du monde de cyclisme sur piste 1988
Navigation
Vienne 1987 Lyon 1989
Les championnats du monde de cyclisme sur piste 1988 ont eu lieu à Gand en Belgique du 21 au 25 août 1988. En raison des Jeux olympiques de Séoul, seules neuf épreuves sont au programme : 7 pour les hommes et 2 pour les femmes. 
Ces championnats du monde sont dominés par les pistards australiens, vainqueur de deux titres et de 3 médailles. La course aux points féminine fait son apparition au championnat du monde.

## Résultats

### Hommes

#### Podiums professionnels
| Compétition            | Or                       | Argent                    | Bronze                     |
| ---------------------- | ------------------------ | ------------------------- | -------------------------- |
| Keirin                 | Claudio Golinelli Italie | Ottavio Dazzan Italie     | Michel Vaarten Belgique    |
| Vitesse individuelle   | Stephen Pate Australie   | Disqualifié               | Nobuyuki Tawara Japon      |
| Poursuite individuelle | Lech Piasecki Pologne    | Anthony Doyle Royaume-Uni | Jesper Worre Danemark      |
| Course aux points      | Daniel Wyder Suisse      | Adriano Baffi Italie      | Michael Marcussen Danemark |
| Demi-fond              | Danny Clark Australie    | Disqualifié               | Walter Brugna Italie       |

#### Podiums amateurs
| Compétition | Or                                  | Argent                                               | Bronze                                    |
| ----------- | ----------------------------------- | ---------------------------------------------------- | ----------------------------------------- |
| Demi-fond   | Disqualifié                         | Roland Königshofer Autriche                          | Disqualifié                               |
| Tandem      | France Fabrice Colas Frédéric Magné | Allemagne de l'Ouest Hans-Jürgen Greil Uwe Butchmann | Tchécoslovaquie Jiri Iliek Lubomir Hargas |

### Femmes
| Compétition            | Or                      | Argent              | Bronze                     |
| ---------------------- | ----------------------- | ------------------- | -------------------------- |
| Poursuite individuelle | Jeannie Longo France    | Barbara Ganz Suisse | Mindee Mayfield États-Unis |
| Course aux points      | Sally Hodge Royaume-Uni | Barbara Ganz Suisse | Monique de Bruin Pays-Bas  |

## Tableau des médailles
| Rang | Nation               | Or | Argent | Bronze | Total |
| ---- | -------------------- | -- | ------ | ------ | ----- |
| 1    | Australie            | 2  | 0      | 0      | 2     |
| 1    | France               | 2  | 0      | 0      | 2     |
| 3    | Italie               | 1  | 2      | 1      | 4     |
| 4    | Suisse               | 1  | 2      | 0      | 3     |
| 5    | Grande-Bretagne      | 1  | 1      | 0      | 2     |
| 6    | Pologne              | 1  | 0      | 0      | 1     |
| 7    | Allemagne de l'Ouest | 0  | 1      | 0      | 1     |
| 7    | Autriche             | 0  | 1      | 0      | 1     |
| 9    | Danemark             | 0  | 0      | 2      | 2     |
| 10   | Belgique             | 0  | 0      | 1      | 1     |
| 10   | États-Unis           | 0  | 0      | 1      | 1     |
| 10   | Japon                | 0  | 0      | 1      | 1     |
| 10   | Pays-Bas             | 0  | 0      | 1      | 1     |
| 10   | Tchécoslovaquie      | 0  | 0      | 1      | 1     |
|      | TOTAL                | 8  | 7      | 8      | 23    |